# Nahuel Rodríguez
Nahuel Jonathan Rodríguez González (Ciudadela, 18 marzo 1996) è un calciatore argentino, centrocampista svincolato.

## Carriera
Ha giocato nella massima serie dei campionati argentino e paraguaiano.